# Кластерний розпад
Кла́стерний ро́зпад, кла́стерна радіоакти́вність — вид радіоактивного розпаду, явище самовільного випромінювання важкими атомними ядрами ядерних фрагментів (кластерів), важчих ніж α-частинка.
Експериментально виявлено 25 ядер від 114Ba до 241Am, що випромінюють з основних станів кластери типу 14С , 20О, 24Ne, 26Ne, 28Mg, 30Mg , 32Si і 34Si. Енергія відносного руху кластера, що вилітає, та дочірнього ядра Q лежить у межах від 28 до 94 МеВ і у всіх випадках є помітно меншою від висоти потенціального бар'єру VB. Таким чином, кластерний розпад, як і альфа-розпад, зумовлений тунельним ефектом — забороненим у класичній фізиці проходженням частинки крізь потенціальний бар'єр.

## Історія відкриття
Кластерна радіоактивність була відкрита в 1984 році дослідниками Оксфордського університету, які зареєстрували випускання ядра вуглецю 14C ядром радію 223Ra, що відбувалося в середньому один раз на 109 альфа-розпадів. Проте вже значно раніше зустрічалися спроби знайти в продуктах спонтанних радіоактивних розпадів важкі частинки, що перевищують за масою ядра гелію-4. Так, ще в 1914 році Ернест Резерфорд і П. Робінсон поставили перший експеримент: ними було визначено, що навіть якщо такі частки й випускаються, то їхнє число не може перевищувати 1/10 000 частини від кількості вилітаючих частинок.

## Відомі канали розпаду
Відомі кластерні розпади і їх ймовірність по відношенню до основної моди розпаду материнського ядра наведені в таблиці .
| Материнське ядро | Вилітаючий кластер  | Відносна ймовірність розпаду |
| ---------------- | ------------------- | ---------------------------- |
| 114Ba            | 12C                 | ~3,0× 10−3                   |
| 221Fr            | 14C                 | 8,14× 10−13                  |
| 221Ra            | 14C                 | 1× 10−12                     |
| 222Ra            | 14C                 | 3,07× 10−10                  |
| 223Ra            | 14C                 | 8,5× 10−10                   |
| 224Ra            | 14C                 | 6,1× 10−10                   |
| 226Ra            | 14C                 | 2,9× 10−11                   |
| 225Ac            | 14C                 | 6× 10−12                     |
| 228Th            | 20O Ne              | 1× 10−13 ?                   |
| 230Th            | 24Ne                | 5,6× 10−13                   |
| 231Pa            | 23F 24Ne            | 9,97× 10−15 1,34× 10−11      |
| 232U             | 24Ne 28Mg           | 2× 10−12 1,18× 10−13         |
| 233U             | 24Ne 25Ne 28Mg      | 7× 10−13 1,3× 10−15          |
| 234U             | 28Mg 24Ne 26Ne      | 1× 10−13 9× 10−14            |
| 235U             | 24Ne 25Ne 28Mg 29Mg | 8× 10−12 1,8× 10−12          |
| 236U             | 24Ne 26Ne 28Mg 30Mg | 9× 10−12 2× 10−13            |
| 236Pu            | 28Mg                | 2× 10−14                     |
| 238Pu            | 32Si 28Mg 30Mg      | 1,38× 10−16 5,62x10−17       |
| 240Pu            | 34Si                | 6× 10−15                     |
| 237Np            | 30Mg                | 1,8× 10−14                   |
| 241Am            | 34Si                | 2,6× 10−13                   |
| 242Cm            | 34Si                | 1× 10−16                     |

Кластерний розпад кінематично дозволений для набагато більшого числа важких ізотопів, однак імовірність у більшості випадків настільки мала, що знаходиться за межами досяжності для реальних експериментів. Це викликано експоненціальним зменшенням проникності потенціального бар'єру при зростанні його ширини і / або висоти.

## Інші особливості кластерного розпаду
Кластерний розпад можна розглядати як процес, у деякому сенсі проміжний між альфа-розпадом і спонтанним поділом ядра. Досить добре експериментально і теоретично вивчені приклади кластерного розпаду дозволяють встановити його основні закономірності:
- Всі відомі на сьогоднішній день ядра, схильні до кластерного розпаду, належать до області важких ядер з масовими числами А > 208.
- Зарядові Zf і масові Af числа дочірніх ядер, що виникають при вилітанні кластерів з важких ядер, лежать у вузьких областях: 80 <Zf <82, 206 <Af <212.
- Кінетична енергія частинки, що вилітає, близька до так званої кінематичної межі, це означає, що вона забирає майже всю енергію розпаду. Отже, після здійснення розпаду дочірнє ядро залишається або в основному, або в збудженому стані, але з невисокою енергією збудження Е (Е<1.5 МеВ).